# Zebanec Selo
Zebanec Selo is een plaats in de gemeente Selnica in de Kroatische provincie Međimurje. De plaats telt 665 inwoners (2001).